# 1-Ethyl-3-methylimidazoliumbis(trifluormethylsulfonyl)amid
1-Ethyl-3-methylimidazoliumbis(trifluormethylsulfonyl)amid ist ein organisches Salz und eine hydrophobe ionische Flüssigkeit. 

## Geschichte
Die Erstsynthese erfolgte 1996 durch Michael Grätzel am École polytechnique fédérale de Lausanne.

## Gewinnung und Darstellung
Die Synthese erfolgt aus 1-Ethyl-3-methylimidazoliumbromid und Lithiumbis(trifluormethylsulfonyl)amid in Wasser.

## Eigenschaften
1-Ethyl-3-methylimidazoliumbis(trifluormethylsulfonyl)amid ist eine hydrophobe, Raumtemperatur-ionische Flüssigkeit (RTIL). Es besitzt eine elektrische Leitfähigkeit von 8,8 mS·cm−1 und ein elektrochemisches Fenster von 4,7 V.

## Verwendung
Die ionische Flüssigkeit wird als Lösungsmittel in verschiedenen Reaktionen verwendet, wie Diels-Alder-Reaktionen, Hydrierungen oder Suzuki-Kupplungen. Eine weitere Anwendung in der Raumfahrt in Kolloidantrieben wird untersucht.